# Edificio de la Legislatura de San Juan
El Edificio de la Legislatura de San Juan es la sede y el sitio donde funciona el poder legislativo del estado de la provincia de San Juan, donde se desarrolla el debate de la cámara de diputados, única cámara, con el objetivo de la aprobación de normas con rango de ley.
El mismo se ubica en la intersección de la Av. Libertador Gral. San Martín y Calle Gregorio Las Heras en la Ciudad de San Juan.
El mismo fue construido en la década de 1950 e inicialmente se destinó al funcionamiento de un hotel que llevó el nombre de Eva Perón y más tarde fue dado en concesión a la una firma hotelera Sussex, quien lo administró hasta 1977. Con la visita del vicepresidente de la nación Víctor Martínez, el 24 de noviembre de 1984, se dejó inaugurada la Legislatura Provincial, sede del Poder Legislativo del Gobierno de San Juan.